# Кубок ФАЦА 2016
Кубок ФАЦА 2016, или Кубок Футбольной ассоциации Центральной Азии 2016 (англ. CAFA Cup 2016 / Central Asia Football Assosiation Cup 2016) — первый розыгрыш Кубка ФАЦА, международного турнира по футболу, участники которого являются членами Футбольной ассоциации Центральной Азии (ФАЦА). Это первый розыгрыш данного турнира, который будет проводиться ежегодно. Турнир пройдёт под управлением и контролем ФАЦА и АФК. В турнире будут участвовать юношеские сборные до 19 лет из 6 стран-членов ФАЦА. Турнир пройдёт в столице Узбекистана — Ташкенте, на стадионах «Пахтакор» и «Джар».

## Участники
В турнире будут участвовать юношеские сборные до 19 лет 5 стран-членов ФАЦА (кроме Ирана):
- Афганистан
- Кыргызстан
- Таджикистан
- Туркменистан
- Узбекистан-1
- Узбекистан-2

## Стадионы
Матчи турнира прошли на двух стадионах расположенных в Ташкенте: Центральный стадион «Пахтакор», вмещающий 35000 зрителей, и «Джар», вмещающий 8500 зрителей. Финальный матч турнира прошёл на стадионе «Пахтакор».

## Жеребьевка
В связи с тем, что юношеская сборная Ирана отказалась от участия в турнире, сборная Узбекистана выступила с двумя командами. По результатам жеребьевки 6 сборных были разделены на две группы по три команды.
| Группа A                           | Группа B                              |
| ---------------------------------- | ------------------------------------- |
| Афганистан Узбекистан-2 Кыргызстан | Узбекистан-1 Таджикистан Туркменистан |

## Групповой этап

### Группа A
| М | Команда       | И | В | Н | П | Мячи  | ±  | О |
| - | ------------- | - | - | - | - | ----- | -- | - |
| 1 | Кыргызстан    | 1 | 1 | 0 | 0 | 2 − 0 | +2 | 3 |
| 2 | Афганистан    | 1 | 0 | 0 | 1 | 0 − 2 | −2 | 0 |
| 3 | Узбекистан-2* | 2 | 1 | 1 | 0 | 4 − 2 | +2 | 4 |

И — игры, В — выигрыши, Н — ничьи, П — проигрыши, Мячи — забитые и пропущенные голы, ± — разница голов, О — очки

| 6 августа 2016 | \| Узбекистан-2 \| 2 : 2 \| Кыргызстан \| | «Джар», Ташкент (Узбекистан) |
| Узбекистан-2   | 2 : 2                                     | Кыргызстан                   |

| 7 августа 2016 | \| Афганистан \| 0 : 2 \| Узбекистан-2 \| | «Джар», Ташкент (Узбекистан) |
| Афганистан     | 0 : 2                                     | Узбекистан-2                 |

| 8 августа 2016 | \| Кыргызстан \| 2 : 0 \| Афганистан \| | «Джар», Ташкент (Узбекистан) |
| Кыргызстан     | 2 : 0                                   | Афганистан                   |

Прим. Сборная Узбекистана-2 выступила вне конкурса

### Группа B
| М | Команда      | И | В | Н | П | Мячи  | ±  | О |
| - | ------------ | - | - | - | - | ----- | -- | - |
| 1 | Узбекистан-1 | 2 | 2 | 0 | 0 | 7 − 1 | +6 | 6 |
| 2 | Туркменистан | 2 | 1 | 0 | 1 | 2 − 4 | −2 | 3 |
| 3 | Таджикистан  | 2 | 0 | 0 | 2 | 2 − 6 | −4 | 0 |

И — игры, В — выигрыши, Н — ничьи, П — проигрыши, Мячи — забитые и пропущенные голы, ± — разница голов, О — очки

| 6 августа 2016 | \| Узбекистан-1 \| 3 : 0 \| Туркменистан \| | «Пахтакор», Ташкент (Узбекистан) |
| Узбекистан-1   | 3 : 0                                       | Туркменистан                     |

| 7 августа 2016 | \| Узбекистан-1 \| 4 : 1 \| Таджикистан \| | «Пахтакор», Ташкент (Узбекистан) |
| Узбекистан-1   | 4 : 1                                      | Таджикистан                      |

| 8 августа 2016 | \| Туркменистан \| 2 : 1 \| Таджикистан \| | «Пахтакор», Ташкент (Узбекистан) |
| Туркменистан   | 2 : 1                                      | Таджикистан                      |

## Плей-офф

#### Матч за 5-е место
| 9 августа 2016 | \| Узбекистан-2 \| 1 : 1 (6 : 7 пен.) \| Таджикистан \| | «Джар», Ташкент (Узбекистан) |
| Узбекистан-2   | 1 : 1 (6 : 7 пен.)                                      | Таджикистан                  |

#### Матч за 3-е место
| 9 августа 2016 | \| Туркменистан \| 2 : 1 \| Афганистан \| | «Джар», Ташкент (Узбекистан) |
| Туркменистан   | 2 : 1                                     | Афганистан                   |

### Финал
| 9 августа 2016 | \| Узбекистан-1 \| 1 : 0 \| Кыргызстан \| | «Пахтакор», Ташкент (Узбекистан) |
| Узбекистан-1   | 1 : 0                                     | Кыргызстан                       |

## Общая турнирная таблица
| Место | Сборная      |
| ----- | ------------ |
| 1     | Узбекистан-1 |
| 2     | Кыргызстан   |
| 3     | Туркменистан |
| 4     | Афганистан   |
| 5     | Таджикистан  |
| 6     | Узбекистан-2 |